# Дзюбенко, Михаил Иванович
Михаил Иванович Дзюбенко — советский и украинский учёный в области квантовой радиофизики, лауреат Государственной премии Украины.
Родился 09.11.1941, с. Чорбовка Кобелякского района Полтавской области.
Окончил Харьковский государственный университет по специальности «Физика» (1963) и с тех пор работает в ИРЭ АН УССР (НАНУ), старший научный сотрудник, с 2000 г. зав. отделом квантовой электроники и нелинейной оптики (№ 33).
В 1972 г. защитил кандидатскую, в 2000 г. — докторскую диссертацию, доктор физико-математических наук (2000), старший научный сотрудник (1983), профессор (2004).
По совместительству преподаёт и ведёт научную деятельность в ХГУ, профессор кафедры ФОЭТ. Читает курсы: «Твердотельные лазеры», «Газовые и жидкостные лазеры», «Физическая оптика».
Научные интересы: лазеры, взаимодействие лазерного излучения с различными средами и материалами.
Автор (соавтор) 130 публикаций (из них 1 монография), 8 изобретений.
Лауреат Государственной премии Украинской ССР (1974) (Разработка физических основ управления частотой вынужденного излучения и создание комплекса лазеров с перестраиваемой частотой).
Сочинения:
- Электронное строение возбужденных состояний некоторых производных фурана, оксазола и оксадиазола [Текст] = Electron structure of the excited states of some furan, oxazol and oxadiazol derivatives / В. Ф. Педаш, Ю. Ф. Педаш, М. И. Дзюбенко, Р. И. Назарова. — Харьков : ИРЭ, 1979. — 28 с. : ил.; 20 см. — (Препринт / АН УССР, Ин-т радиофизики и электроники; № 119).
- Исследование зондового датчика напряженности электрического поля с ячейкой Поккельса — Investigation of the electric intensity probe sensor with the Pockels-effect cell / М. И. Дзюбенко, В. В. Шевченко. — Харьков : ИРЭ, 1982. — 33 с. : ил.; 20 см. — (Препринт. / АН УССР, Ин-т радиофизики и электроники. N181; ;).